# Pommersfelden
Pommersfelden es una ciudad alemana de 2907 habitantes, situada en el Land de Baviera, Alemania.